# BT Tower
La BT Tower es una torre de telecomunicaciones situada en Fitzrovia, Londres, Reino Unido y propiedad del BT Group. Previamente ha recibido los nombres GPO Tower, Post Office Tower y Telecom Tower. La estructura principal tiene una altura de 177 metros, y una sección adicional de antenas eleva su altura total a 191 metros. No se debe confundir con el BT Centre, la sede mundial de BT. Tras su finalización superó a la Millbank Tower y se convirtió en el edificio más alto de Londres y del Reino Unido, título que mantuvo hasta 1980, cuando fue superada por la NatWest Tower.

## Historia

### sigloXX
La torre fue encargada por la General Post Office (GPO). Su objetivo principal era albergar las antenas de microondas usadas entonces para soportar el tráfico de telecomunicaciones de Londres al resto del país, y formaba parte de la red de microondas británica. Sustituyó a una torre de celosía de acero mucho más baja que había sido construida sobre la azotea del vecino Museum Telephone Exchange a finales de los años cuarenta para proporcionar un enlace de televisión entre Londres y Birmingham. Se necesitaba una estructura más alta para proteger la «línea de visión» de los enlaces de algunos de los rascacielos de Londres que entonces estaban en fase de diseño. Estos enlaces eran encaminados a través de otras estaciones de microondas de la GPO en Harrow Weald, Bagshot, Kelvedon Hatch y Fairseat, y dirigidos a lugares como el London Air Traffic Control Centre en West Drayton.
La torre fue diseñada por los arquitectos del Ministerio de Obras Públicas: los arquitectos principales del proyecto fueron Eric Bedford y G. R. Yeats. Como era típico en esta época, el edificio es de hormigón revestido con vidrio. Se escogió una forma cilíndrica esbelta debido a los requisitos de las antenas de comunicaciones: el edificio oscila un máximo de 25 cm con vientos de velocidades de hasta 150 km/h. Inicialmente, las primeras dieciséis plantas albergaban equipamiento técnico. Por encima de estas plantas había una sección de 35 metros para las antenas de microondas, y después había seis plantas de habitaciones, cocinas, equipamiento técnico y finalmente una torre de celosía de acero en voladizo. Para evitar la acumulación de calor, el revestimiento de cristal era de un color especial. El coste de la construcción fue de 2,5 millones de libras.
La construcción empezó en junio de 1961, y debido a la altura del edificio y a que tuvo una grúa torre sobre su cima prácticamente durante toda su construcción, se convirtió gradualmente en un elemento muy prominente que se podía ver desde casi cualquier lugar de Londres. En agosto de 1963 se planteó incluso una cuestión en el parlamento sobre la grúa. El parlamentario Reginald Bennett preguntó al Ministro de Obras Públicas cómo, cuando la grúa en la cima de la nueva Post Office Tower hubiera cumplido su propósito, proponía retirarla. El ministro Geoffrey Rippon respondió: «Este es un asunto de los contratistas. El problema no tiene que ser resuelto hasta pasado aproximadamente un año pero no parece haber peligro de que la grúa se tenga que dejar in situ».
La torre fue coronada el 15 de julio de 1964 y fue inaugurada oficialmente por el entonces primer ministro Harold Wilson el 8 de octubre de 1965. El contratista principal fue Peter Lind & Co Ltd.
La torre fue diseñada originalmente con una altura de solo 111 metros. Sus cimientos se hunden a través de 53 metros de subsuelo y están formados por una losa de hormigón cuadrada de 27 metros de lado y un metro de grosor, reforzada con seis capas de cables sobre las cuales hay una pirámide de hormigón armado.
La torre fue inaugurada oficialmente para el público el 16 de mayo de 1966 por Tony Benn y Billy Butlin. Además de equipamiento para comunicaciones y espacio de oficinas había un mirador, una tienda de recuerdos y un restaurante giratorio en la planta 34, llamado Top of the Tower y gestionado por Butlins, que daba una vuelta cada veintidós minutos. Se realizaba una carrera anual por las escaleras de la torre y la primera carrera fue ganada por el estudiante del UCL Alan Green. El primer trabajo del cómico Pat Condell fue fregar platos en la cocina de la torre.
El 31 de octubre de 1971 explotó una bomba en el techo de los aseos de caballeros del restaurante Top of the Tower. Inicialmente la responsabilidad del atentado se atribuyó al Ejército Republicano Irlandés Provisional, pero en realidad la bomba fue colocada allí por miembros de la Brigada Iracunda, un colectivo anarquista. El restaurante cerró al público por motivos de seguridad en 1980, el mismo año en el que expiró el alquiler de Butlins. El acceso público al edificio se suspendió en 1981.
La torre se usa a veces para eventos corporativos como una fiesta de Navidad para niños en diciembre, Children in Need, y otros eventos especiales; aunque está cerrada, la torre mantiene su planta giratoria, que proporciona una vista completa de Londres y sus alrededores.

### Secreto

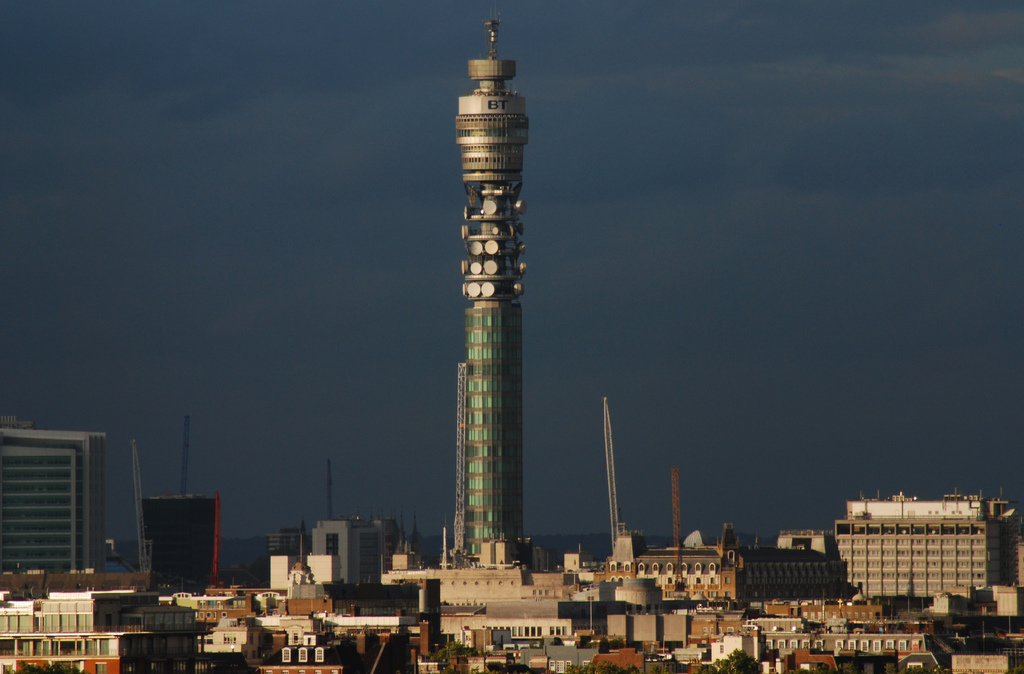
La BT Tower desde Queen's Tower.

Debido a su importancia para la red nacional de comunicaciones, la ubicación de la torre fue designada un secreto oficial. En 1978 el periodista Duncan Campbell fue juzgado por recoger información sobre lugares secretos, y durante el juicio el juez ordenó que los lugares no podían ser identificados por su nombre; la Post Office Tower tenía que ser denominada Location 23 («lugar 23»). Durante un debate sobre la necesidad de mantener en secreto algunas informaciones en febrero de 1993, la parlamentaria Kate Hoey llamó la atención sobre el supuesto secreto de la torre y se amparó en los privilegios parlamentarios para revelar su ubicación: «espero que esté cubierta por el privilegio parlamentario si revelo que la British Telecom Tower existe y su dirección es 60 Cleveland Street, Londres».
A menudo se dice que la torre no aparecía en los mapas de Ordnance Survey, a pesar de tener una altura de 191 metros, estar situada en pleno centro de Londres y haber estado abierta al público durante unos quince años. Sin embargo, esto no es correcto: los mapas Ordnance Survey 1:25 000 (publicado en 1971) y 1:10 000 (publicado en 1981) muestran a la torre. También aparece en el London A-Z Street Atlas de 1984.

### sigloXXI

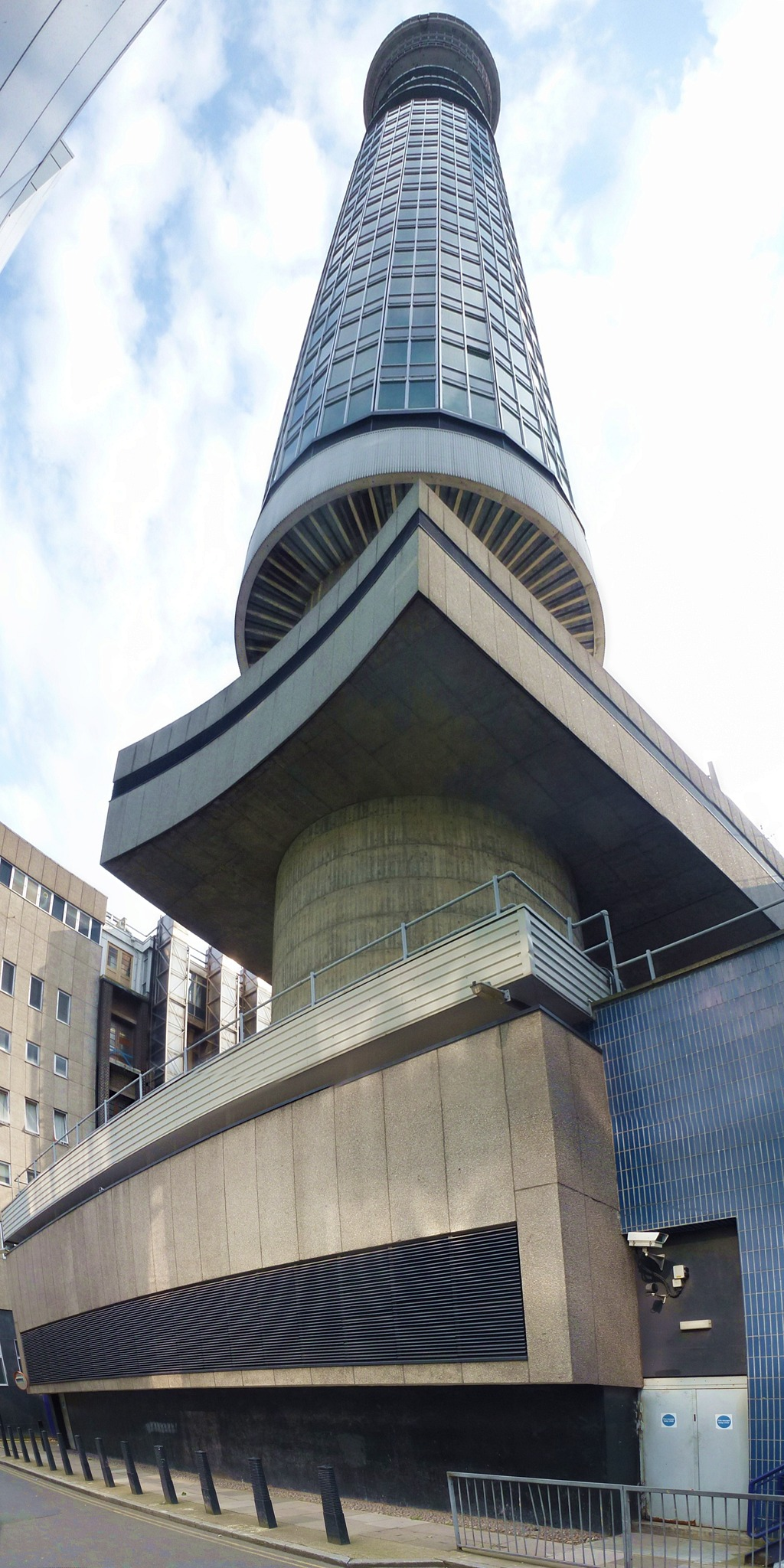
Vista de gran angular de la torre y su base desde Cleveland Mews en agosto de 2012.

La torre sigue en uso en la actualidad, y constituye un importante centro de las comunicaciones del Reino Unido. Los enlaces de microondas han sido sustituidos mayoritariamente por enlaces subterráneos de fibra óptica, pero los anteriores todavía siguen en uso en la torre. La segunda planta de la base de la torre contiene el Centro de Conmutación de la Red de Televisión, que retransmite señales entre emisoras de televisión, productoras, anunciantes y servicios internacionales de satélite. El control de retransmisión exterior se sitúa encima del antiguo restaurante giratorio, con las cocinas en la planta 35.
En una renovación a principios de la década de 2000 se instaló una pantalla de color de 360° en la parte superior de la torre. Se programó para que alternara de manera continua entre siete colores por la noche y pretendía parecer un globo giratorio que reflejara el logo del «mundo conectado» de BT. Las luces de colores dan a la torre una apariencia característica en el skyline nocturno de Londres. En octubre de 2009 fue sustituida por una nueva pantalla de led. La nueva pantalla, denominada por BT Information Band («banda de información»), rodea completamente las plantas 36 y 37 de la torre, a 167 metros de altura, y se compone de 529 750 ledes dispuestos en 177 franjas verticales espaciadas alrededor de la torre. Es la pantalla de su tipo más grande del mundo: ocupa una superficie de 280 m² y tiene una circunferencia de 59 metros. Se apaga a las 22:30 de cada día. El 31 de octubre de 2009, empezó a mostrar una cuenta atrás del número de días que quedaban hasta el inicio de los Juegos Olímpicos de Londres 2012.
En octubre de 2009, The Times informó que el restaurante giratorio de la torre reabriría a tiempo para las Olimpiadas de 2012. Sin embargo, en diciembre de 2010 se anunció que el proyecto de reabrirlo había sido «abandonado silenciosamente» sin explicar el motivo de la decisión. Para el cincuenta aniversario de la torre, se abrió la planta 34 del 3 al 5 de octubre de 2015 para los dos mil cuatrocientos ganadores de un sorteo.
La BT Tower fue declarada un monumento clasificado de Grado II en 2003. Como consecuencia de esto, no se podían retirar las antenas obsoletas unidas al edificio hasta que se concediera el permiso apropiado, ya que estaban protegidas por esta catalogación. En 2011 se aprobó el permiso para la retirada de las antenas obsoletas por motivos de seguridad debido a que estaban en un mal estado de conservación y las fijaciones ya no eran seguras. En diciembre de 2011 se retiró la última de las antenas, dejando visible el núcleo de la torre. El edificio tiene dos ascensores de alta velocidad que viajan a 7 m/s y alcanzan la cima del edificio en menos de treinta segundos. Se aprobó una ley parlamentaria para modificar la normativa contra incendios, permitiendo que el edificio fuera evacuado usando los ascensores, al contrario que otros edificios de la época.
La torre se usa en un estudio que intenta monitorizar la calidad del aire en la capital británica. El objetivo es medir los niveles de los contaminantes por encima del nivel del suelo para determinar su origen. Una de sus áreas de investigación es el transporte a larga distancia de partículas finas desde fuera de la ciudad.

## Apariciones en la ficción

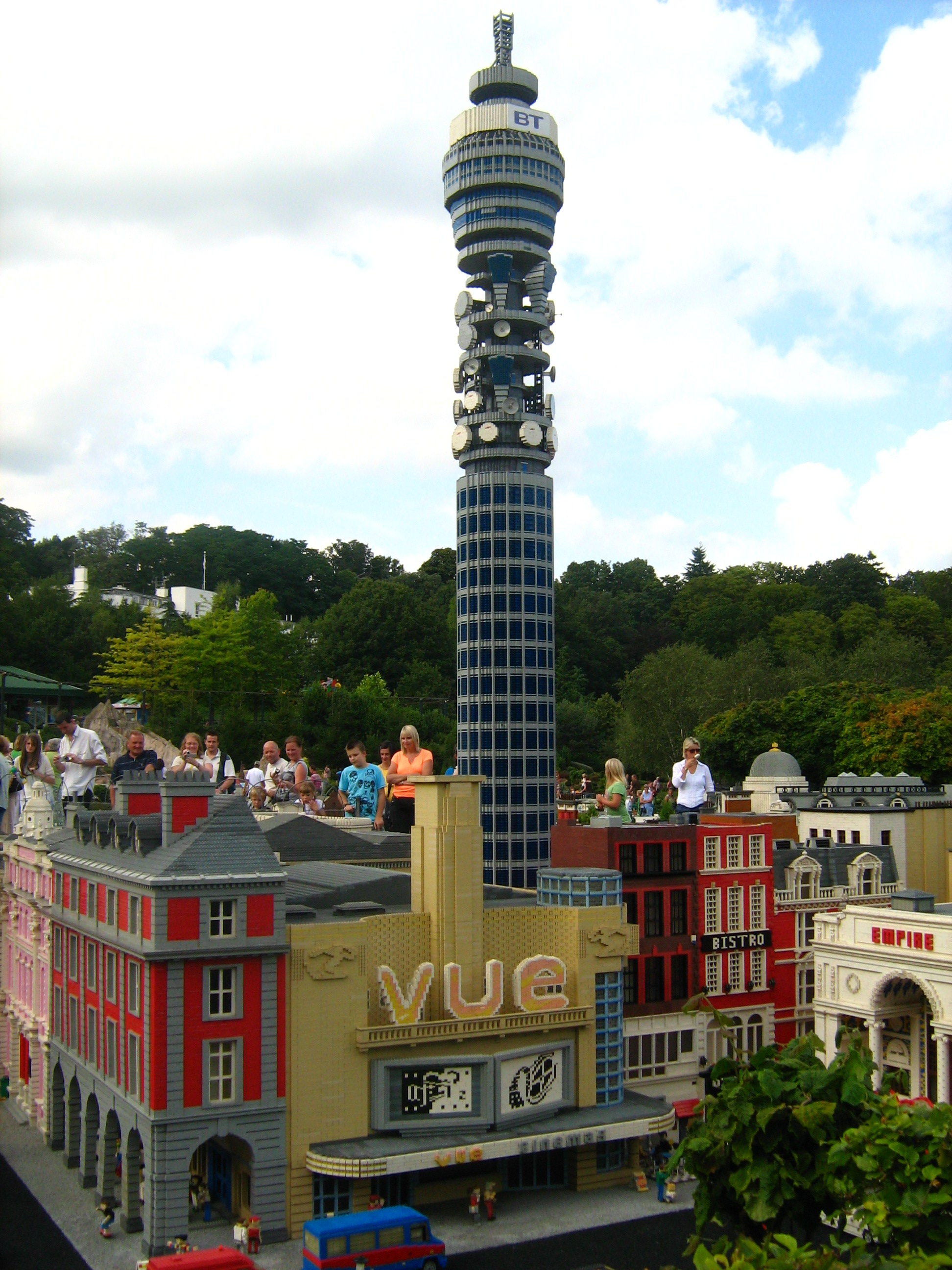
Maqueta de la BT Tower en Legoland Windsor.

- En la adaptación de Sky 1 de The Runaway el atentado con bomba de la torre aparece en el episodio 4.
- En Three Hats for Lisa (1965) los personajes se refugian en la torre. En la historia está todavía en construcción.
- Buena parte del serial de 1966 de Doctor Who The War Machines está ambientada en la torre y sus alrededores.
- En la película Smashing Time (1967) parece girar sin control, creando un efecto centrífugo para los ocupantes y cortocircuitando todo el sistema de suministro de energía de Londres.
- La torre aparece en la película de Stanley Donen Bedazzled (1967) como un punto panorámico desde el cual Peter Cook, que interpreta a Satán, lanza varias formas de malicia.
- La torre aparece en la escena más famosa de The Goodies, en la que es derribada por Twinkle the Giant Kitten, en el episodio Kitten Kong. Esta escena se incluyó en la secuencia de apertura de toda la serie posterior.
- En The Judas Goat, la cuarta novela sobre el detective de Robert B. Parker Spenser, Spenser va al restaurante giratorio aunque incumple la ley de Spenser (que la calidad de las comidas en restaurantes giratorios nunca iguala su precio).
- La torre es destruida por un robot aparentemente alienígena (aunque en realidad es un dispositivo manejado por el Barón Silas Greenback) en un episodio de Danger Mouse (temporada 1, episodio 11).
- En la novela gráfica de Alan Moore V de Vendetta la torre es la sede tanto del «Ojo» como del «Oído», las divisiones de vigilancia visual y auditiva del gobierno. La torre es destruida a través del sabotaje. También aparece en la película, aunque no es destruida. En la película se llama Jordan Tower y es la sede de la British Television Network.
- La torre es destruida en la novela de James Herbert The Fog por un Boeing 747 cuyo capitán había sido confundido por la niebla.
- Aparece en la novela Sábado de Ian McEwan, y además aparece en la portada del libro.
- El cuento de Frank Muir The Law Is Not Concerned With Trifles está ambientado en el restaurante giratorio de la torre.
- En la película de Patrick Keiller London (1992) el narrador afirma que la torre es un monumento al romance entre Arthur Rimbaud y Paul Verlaine, que vivieron cerca de ella.
- En la novela Harry Potter y la cámara secreta, un periódico muestra al Ford Anglia 105E encantado volando sobre la BT Tower.
- El atentado con bomba es un elemento central de la trama de la novela de Hari Kunzru My Revolutions (2007), en la que es obra de radicales políticos que nunca son capturados.
- En la novela de Daniel H. Wilson Robopocalipsis (2011), la torre es usada por la inteligencia artificial sensible llamada Archos para controlar e interferir las comunicaciones por satélite.
- La novela de ciencia ficción de Harry Adam Knight The Fungus (1985) alcanza su clímax en la torre, que sufre una espectacular transformación: «parecía un enorme hongo. Innumerables hongos, oscuros y malévolos, se habían acumulado alrededor de su cumbre bulbosa».
- En la película The Girl with All the Gifts (2016), crecen vainas de hongos alrededor de la torre.